# ЗАиБи
зАиБи (За Анонимное и Бесплатное искусство) — художественная группа и художественное движение, возникшие в начале 1990-х годов в Москве. «зАиБи» работала в области акций и видео. На деятельность «зАиБи» заметное влияние оказали французский ситуационизм, анархизм и московский концептуализм.
Одна из самых известных акций «Ледяной перегон» представляла собой зимнее путешествие из Петербурга в Москву на обледенелых подножках товарного поезда. Привлекла к себе внимание и акция группы по расклейке в московском метро стихотворных цитат, альтернативных официальной социальной рекламе.
«зАиБи» активно действовала до 2000 года. В 2001 году «зАиБи» заявила о самороспуске. Ряд совместных работ участников группы после 2001 года не имеют авторства, начальных и концевых титров и маркируются грифом «автор неизвестен». Близкими к «зАиБи» по составу участников были проекты «ДвУРАК» (движение ультрарадикальных анархо-краеведов) и СВОИ2000.
Среди участников группы были Сергей Лобан, Марина Потапова, Дмитрий Модель, получившие известность как создатели фильма «Пыль».

## Работы

### Анимация
- 1998 — «Жили-были»[3];
- 2001 — «Коминтернов вернулся»[4].